# بريون مرهف المنقار

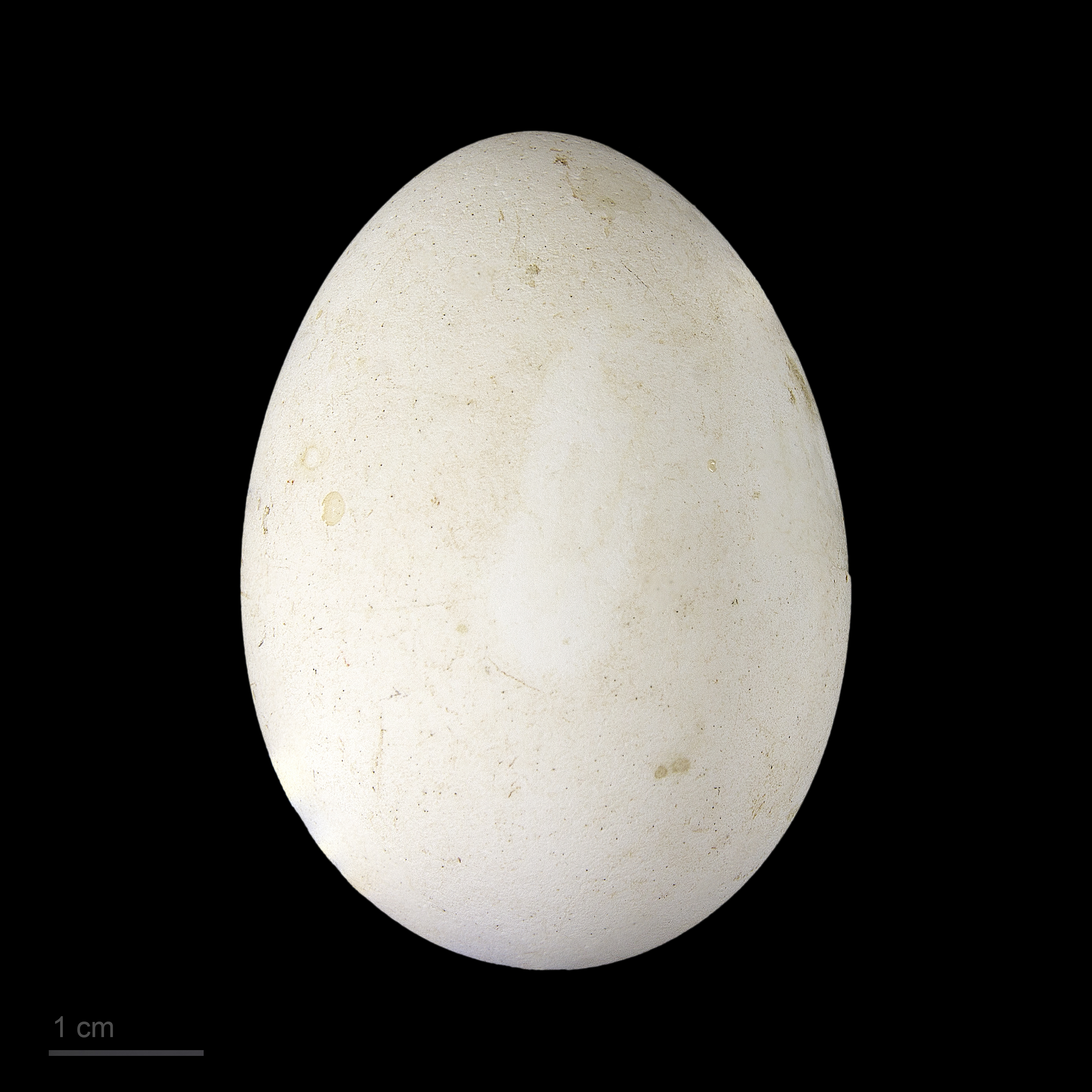
Pachyptila belcheri

بريون مرهف المنقار (الاسم العلمي: Pachyptila belcheri) هو نوع من فصيلة طيور بترل.